# Kalu Uche
Kalu Uche, né le 15 novembre 1982 à Aba (Nigeria), est un footballeur international nigérian qui évolue au poste d'attaquant au club de l'Águilas FC.
Il est le frère aîné de l'attaquant Ikechukwu Uche qui évolue actuellement au Tigres UANL.

## Biographie
À l'âge de 16 ans il intègre le Enyimba FC puis en janvier 1999 le Heartland FC, en junior. En 2000, alors qu'il est âgé de 19 ans il rejoint les juniors de l'Espanyol Barcelone à la suite d'un test concluant. Mais en 2001 il signe son premier contrat professionnel avec le Wisla Cracovie. En 2003 il fait ses débuts en équipe nationale du Nigeria.
Lors de la saison 2004-2005 il est prêté au Girondins de Bordeaux mais il ne marquera qu'un seul petit but pour 27 match joué. En 2005, il est cédé à Almeria où il joue 157 matchs et marque 39 buts.
En juillet 2011, il est acheté par FC Neuchâtel Xamax. Le 30 janvier 2012, quelques jours après le dépôt du bilan du club suisse, il signe un contrat de 18 mois en faveur de l'Espanyol de Barcelone.

## Palmarès

### En club
Il est champion de Pologne en 2003 et 2004 avec Wisła Cracovie et remporte la coupe de Pologne en 2002 et 2003.